# Hedwig von Andechs

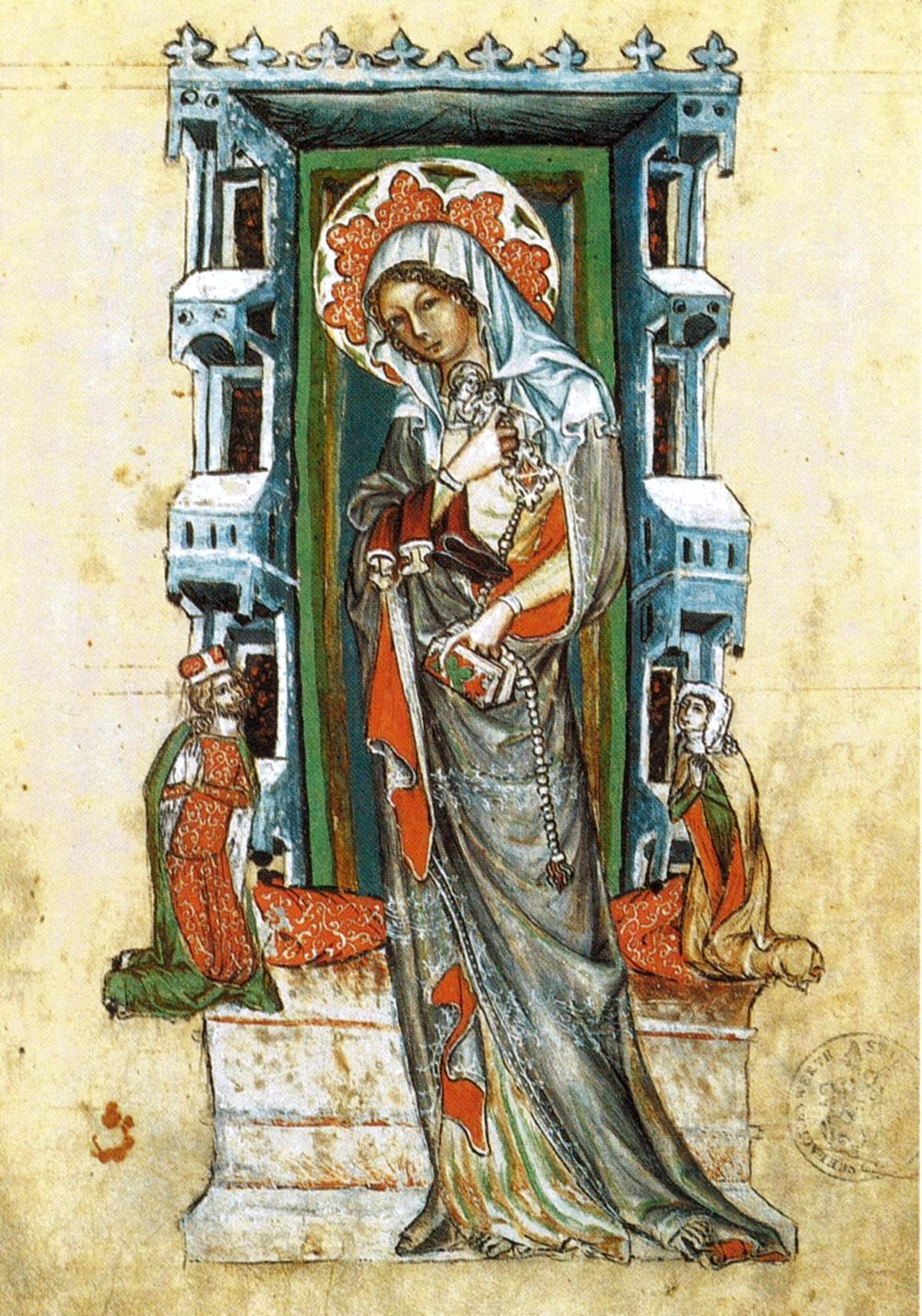
Hl Hedwig von Andechs; Darstellung im Lübener Kodex von 1353

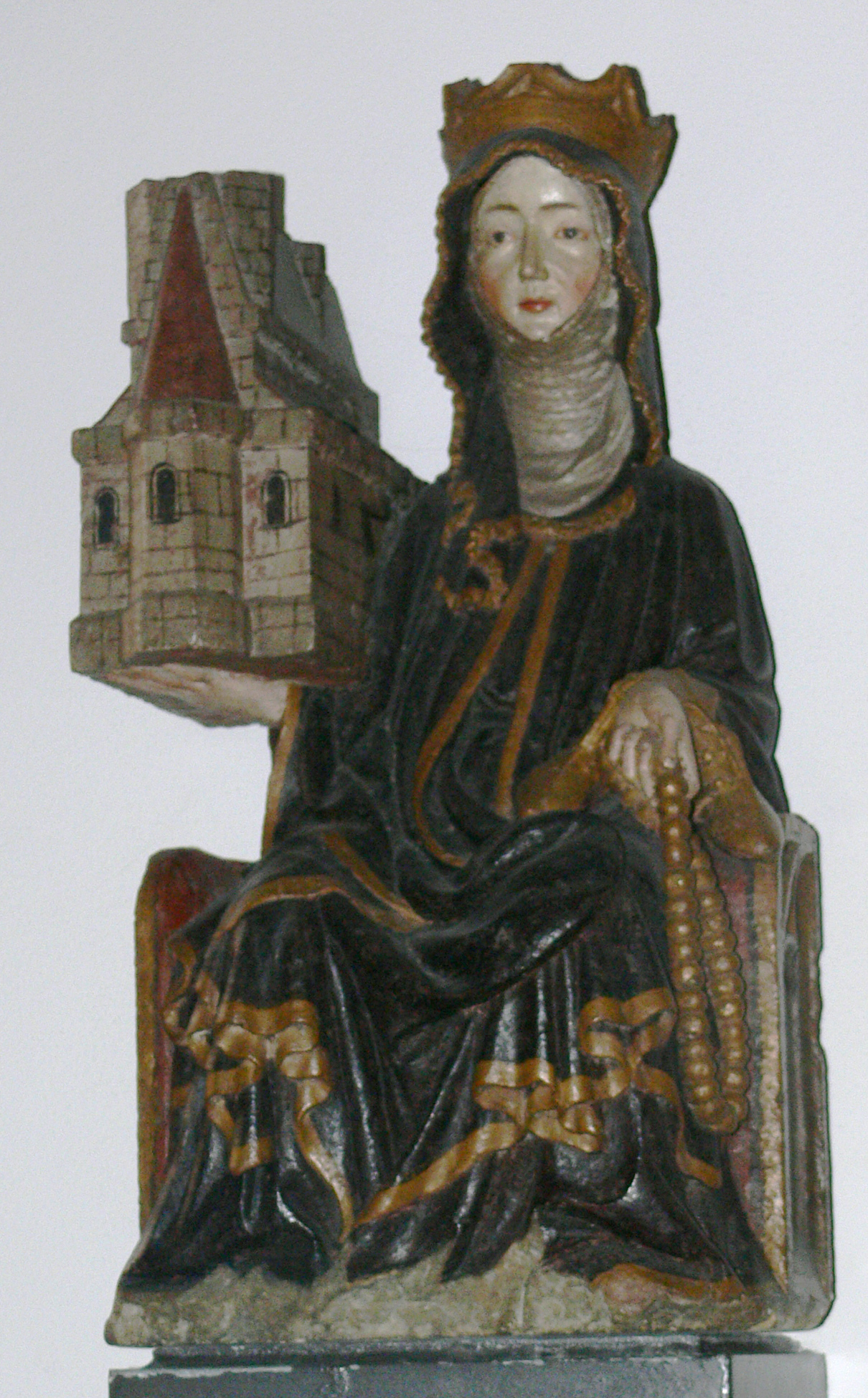
Hl. Hedwig (vermutlich im Doppelporträt mit der sel. Gisela) im ehemaligen Frauenstift Niedernburg in Passau, um 1410–1420

Hedwig von Andechs (auch Hedwig von Schlesien, tschechisch Hedvika Slezská, polnisch Jadwiga Śląska; * 1174 in Andechs, Stammesherzogtum Baiern; † 15. Oktober 1243 in Trebnitz, Herzogtum Breslau) war Herzogin von Schlesien. Sie wird in der Römisch-katholischen Kirche als Heilige verehrt. Im Römischen Generalkalender ist ihr Gedenktag am 16. Oktober, im Evangelischen Namenkalender am 15. Oktober.

## Herkunft und Familie
Hedwig wurde in der Burg Andechs im damaligen Stammesherzogtum Baiern geboren. Ihre Eltern waren Berthold IV., Graf von Tirol, Kärnten und Istrien, und Agnes von Rochlitz, Herzogin in Meranien, aus dem Geschlecht der Wettiner. Hedwigs Bruder Eckbert war Bischof von Bamberg, ein weiterer Bruder Berthold war Woiwode von Siebenbürgen und nach seiner Verbannung Patriarch von Aquileia, ihre Schwester Agnes war Königin in Frankreich, als Frau von König Philipp II. von Frankreich. Eine weitere Schwester, Gertrud, war Königin in Ungarn als Frau von König Andreas von Ungarn, deren Tochter war die hl. Elisabeth von Ungarn. Hedwigs einzige jüngere Schwester, Mechthild, wurde Äbtissin des Benediktinerinnenklosters Kitzingen.

## Leben
Hedwig wurde im Kloster der Benediktinerinnen von Kitzingen erzogen und 1186 (mit zwölf Jahren) mit dem Herzog von Schlesien Heinrich I. aus der Dynastie der Schlesischen Piasten verheiratet, der 1233 auch Seniorherzog (lateinisch Princeps) von Polen wurde. Der Überlieferung nach lebte sie nach 22-jähriger Ehe mit ihrem Mann enthaltsam. Ihrer Ehe entstammen vier Söhne und drei Töchter, darunter:
- Heinrich II. († 1241), Herzog von Schlesien
- Konrad († 1235/37)
- Gertrud, verlobt mit dem Pfalzgrafen Otto von Wittelsbach, nach dessen Tod Nonne im Kloster Trebnitz, später Äbtissin.

Hedwig und Heinrich I. förderten die Vertiefung des Christentums und die kulturelle Entwicklung Schlesiens. 1202 gründeten sie die Zisterzienserinnen-Abtei in Trebnitz. Als Vorbild christlicher Nächstenliebe unterstützte Hedwig die Kirche und half den Armen. Während der Hungersnot 1220 rief sie die Notleidenden dazu auf, sich Lebensmittel von ihrem Kammergut in Schawoine zu holen. Sie soll selbst im Winter barfuß gegangen sein. Der Überlieferung nach ermahnte sie ihr Beichtvater, Schuhe zu tragen, woraufhin sie diese in die Hand nahm. Deshalb wird die hl. Hedwig häufig mit Schuhen und einer Kirche in den Händen dargestellt.
Nach dem Tod ihres Mannes 1238 übertrug Hedwig ihr Kammergut in Schawoine dem von ihr gegründeten Kloster Trebnitz, in das sie anschließend eintrat. Sie musste erleben, dass 1241 ihr Sohn Heinrich II. in der Schlacht bei Liegnitz getötet wurde. Deshalb gründete sie zusammen mit Heinrichs Witwe Anna von Böhmen, vormaliger Herzogin von Schlesien und Tochter des böhmischen Königs Ottokar I. Přemysl, in Wahlstatt eine Benediktinerabtei, für die sie Mönche aus dem ostböhmischen Kloster Opatowitz bei Königgrätz beriefen.
Ihre Vita wurde 1353 vom Liegnitzer Herzog Ludwig I., der zugleich Herzog von Lüben war, im reich bebilderten Lübener Kodex niedergeschrieben.

## Verehrung
Hedwig von Andechs starb im Oktober 1243 und wurde in der Trebnitzer Klosterkirche vor dem Hochaltar neben ihrem Mann bestattet. 1267 wurde sie heiliggesprochen. Reliquien befinden sich u. a. im Kloster Andechs, in der Sankt-Hedwigs-Kathedrale in Berlin und in der St.-Gangolfus-Stiftskirche („Selfkant-Dom“) in Heinsberg.
Die hl. Hedwig ist Schutzpatronin von Schlesien und Andechs, des Bistums und der Stadt Görlitz und der ihr geweihten Berliner St.-Hedwigs-Kathedrale, die der preußische König Friedrich II. als „Hedwigskirche“ für die zugewanderten Katholiken aus Schlesien errichten ließ. Nach der Gemeinde der St.-Hedwigs-Kathedrale wurde in Berlin das 1846 eröffnete St.-Hedwig-Krankenhaus benannt. Außerdem tragen mehrere Friedhöfe der Stadt den Namen der Heiligen.
Die Dynastie der Liegnitzer und Brieger Piasten leitete sich in weiblicher Linie von ihr ab, auch um eine Verbindung mit Karl dem Großen herauszustellen. Aus diesem Grund ließ sich die letzte Piastin Charlotte von Liegnitz-Brieg-Wohlau zu ihren Füßen beisetzen.
Nach dem Zweiten Weltkrieg und der Vertreibung des größten Teils deutschen Bevölkerung nahmen die vertriebenen katholischen Schlesier die Hedwigs-Verehrung mit in ihre neuen Wohngebiete und Pfarrgemeinden in Ost- und Westdeutschland; die hl. Hedwig wurde zur Symbolgestalt für die verlorene Heimat (z. B. St.-Hedwigs-Kirche in Görlitz). In Hannover-Bemerode wurde 1954 der Hedwigsweg nach ihr benannt. 1957 wurde in der ehemaligen Hauptstadt Bonn die Katholische Hauptschule St. Hedwig im Stadtteil Auerberg gegründet. Bis in die 1980er-Jahre fanden alljährlich sonntags um den 15. Oktober Gottesdienste für Flüchtlinge und Vertriebene aus Schlesien in der St. Gangolf-Stiftskirche in Heinsberg statt, in denen die dort gehüteten Reliquien der Hl. Hedwig verehrt wurden. Auch in Heinsberg wurde eine Straße nach ihr benannt.
Heute gilt die hl. Hedwig auch als Schutzpatronin der Versöhnung zwischen Deutschen und Polen.

## Rezeption

### Darstellung
Die hl. Hedwig wird als Fürstin bzw. Kurfürstin (etwa im Hochaltar der Frankfurter Marienkirche – mit Kurfürstenhut) dargestellt, die Almosen verteilt, oder auch im Habit einer Nonne. Zu ihren Attributen zählen Krone, Kirchenmodell, das sie als Stifterin auszeichnet, in den Händen getragene Schuhe, Kruzifix, Rosenkranz, Gebetbuch, Marienbild oder Marienstatuette und Brot, das sie an die Armen verteilte.

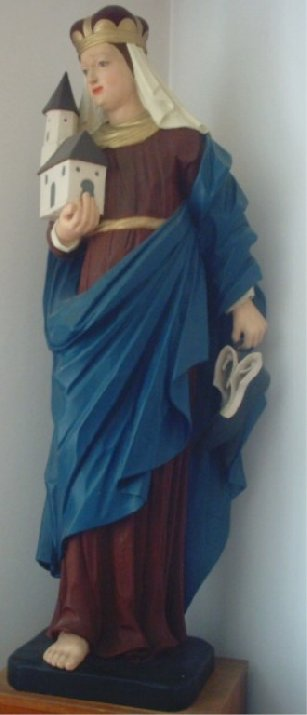
Statue aus der Görlitzer St.-Hedwigs-Kirche
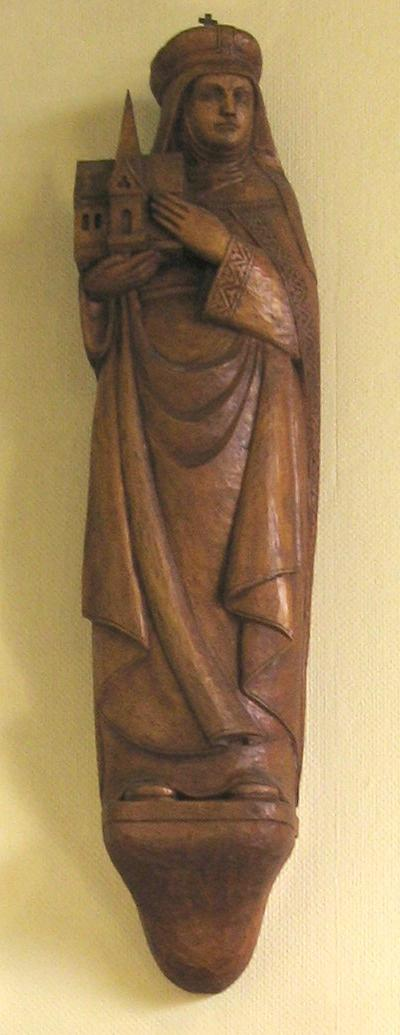
Statue in St. Maria (Sehnde)
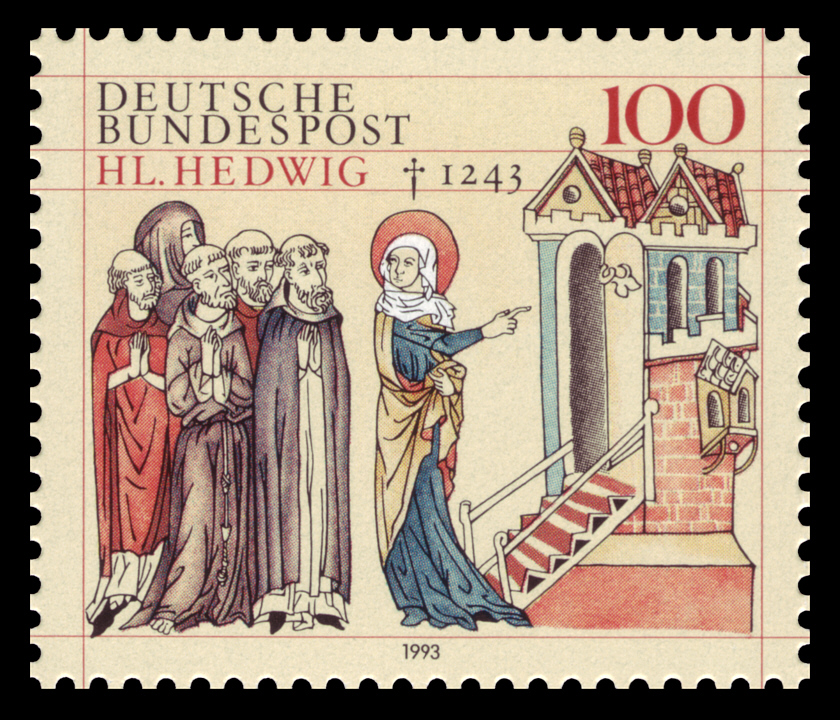
Sonderbriefmarke zum 750. Todestag
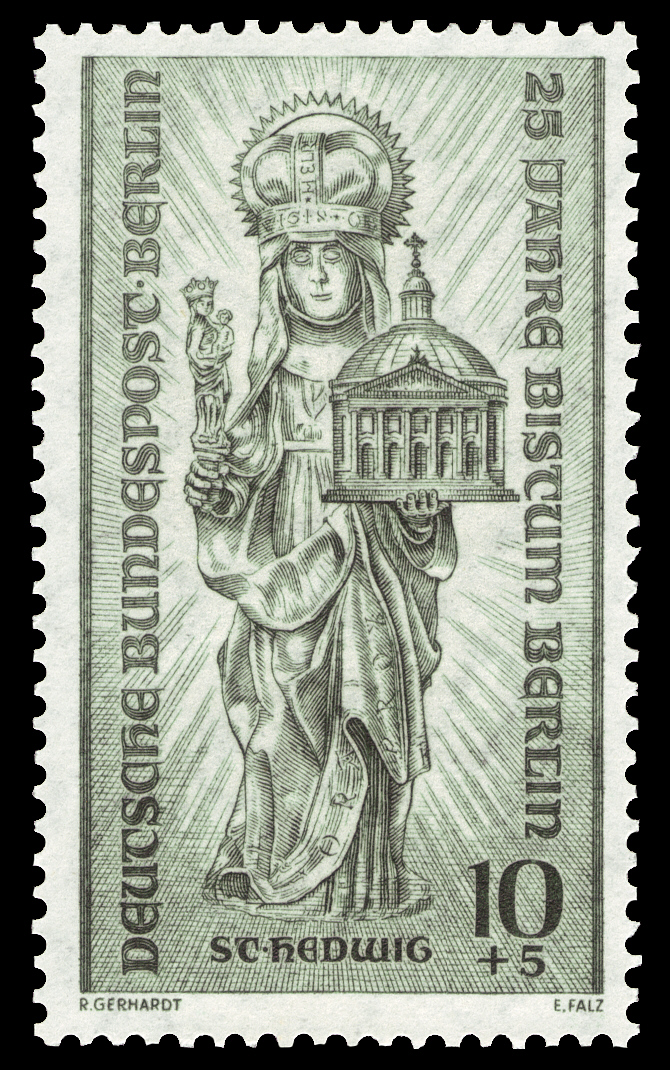
Briefmarke (1955): 25 Jahre Bistum Berlin
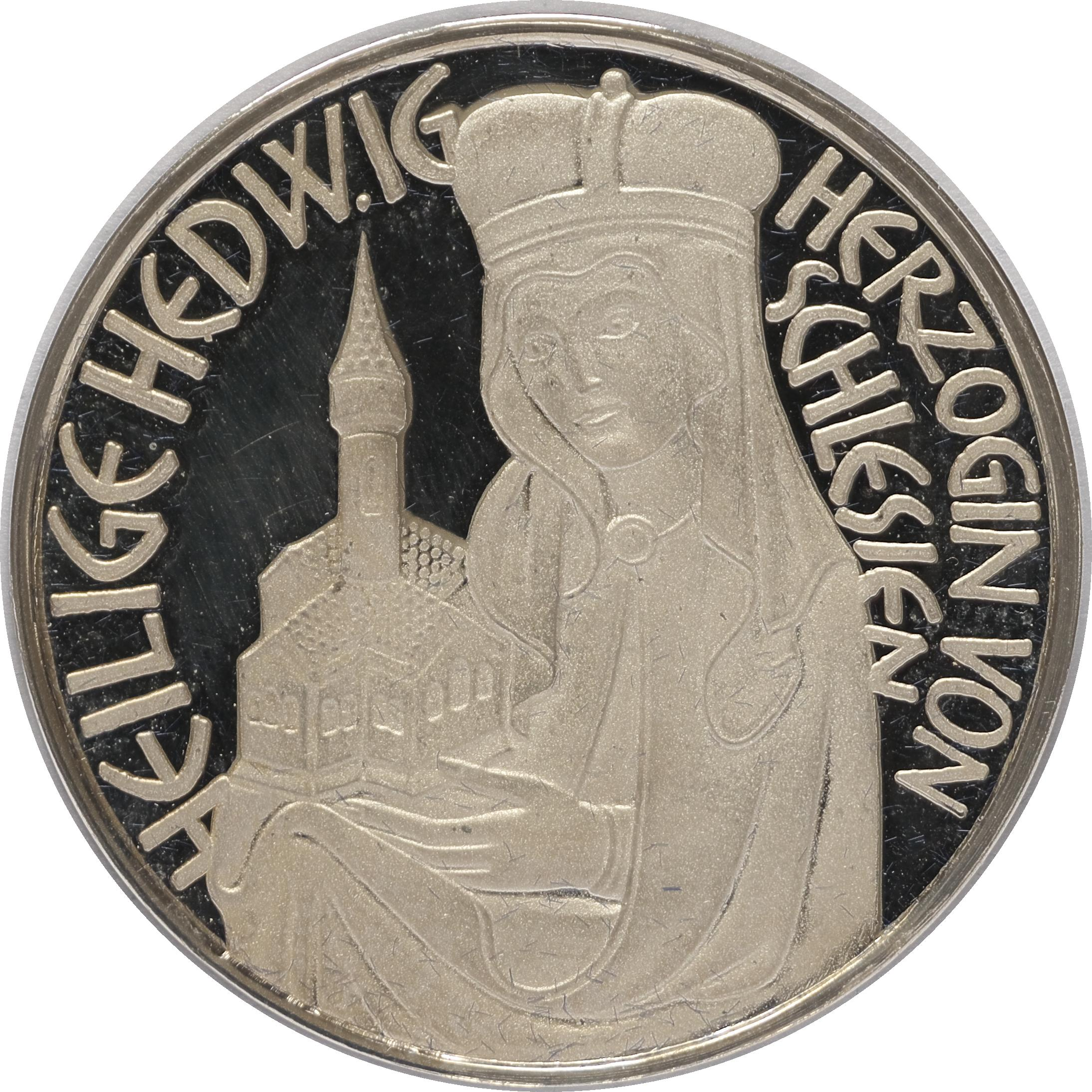
Silberne Hedwigsmedaille des Erzbistums Berlin
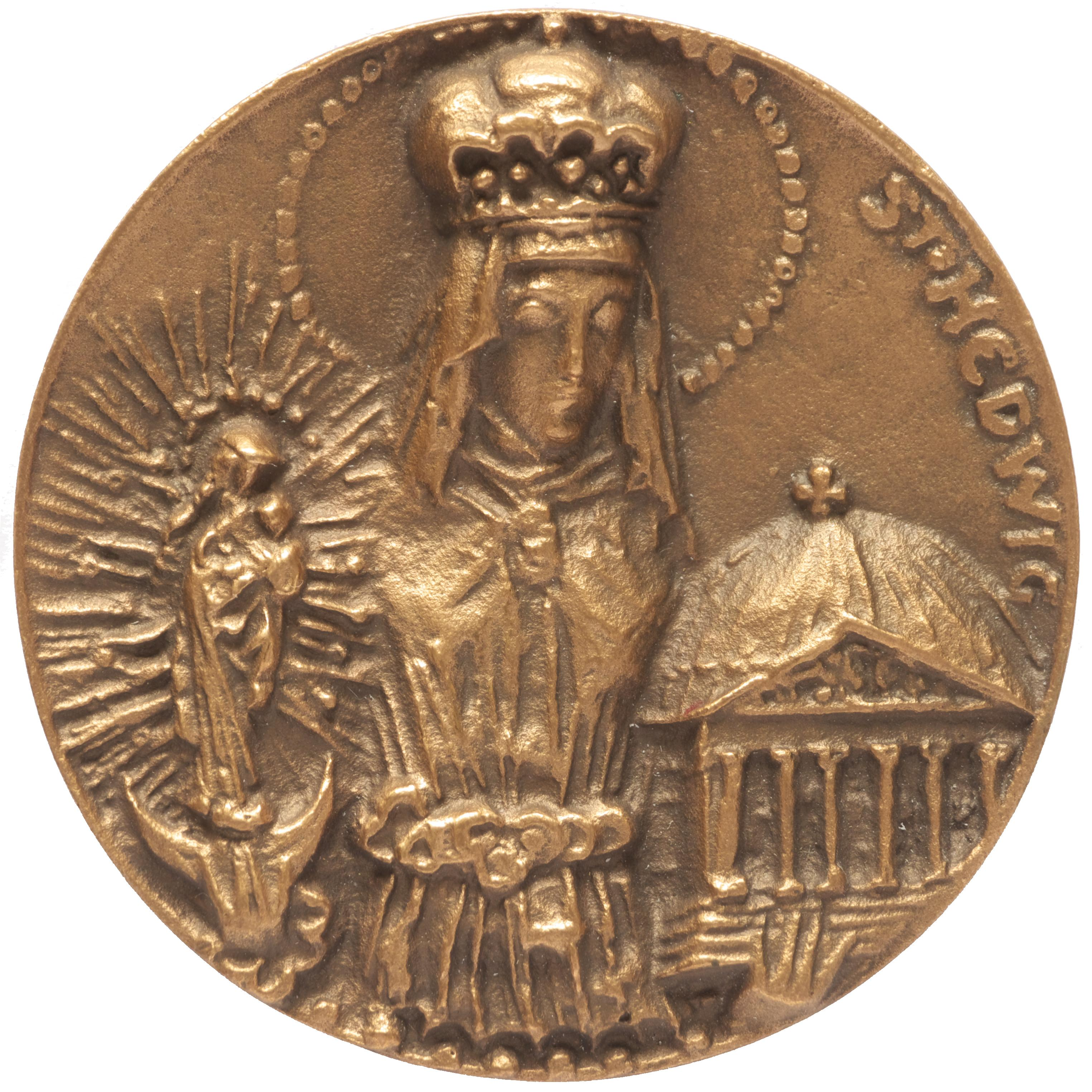
Bronzene Hedwigsmedaille des Erzbistums Berlin
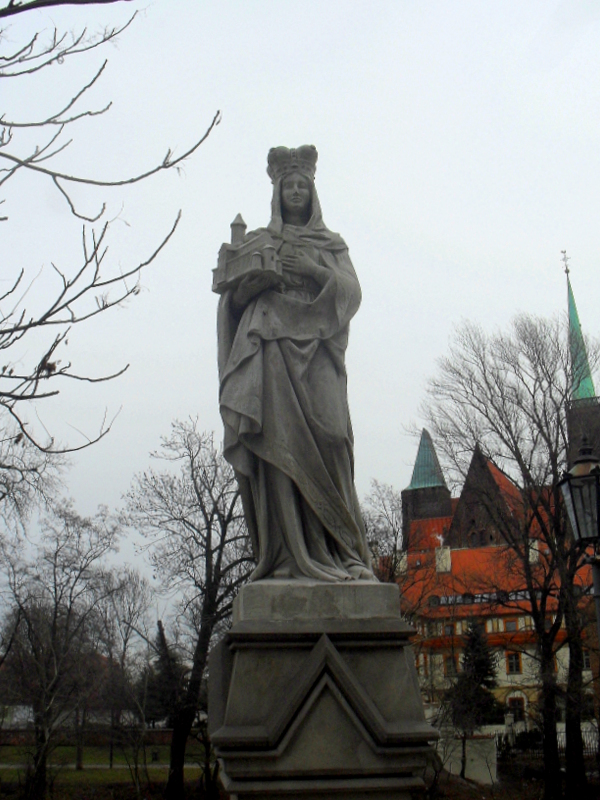
Statue an der Dombrücke in Breslau
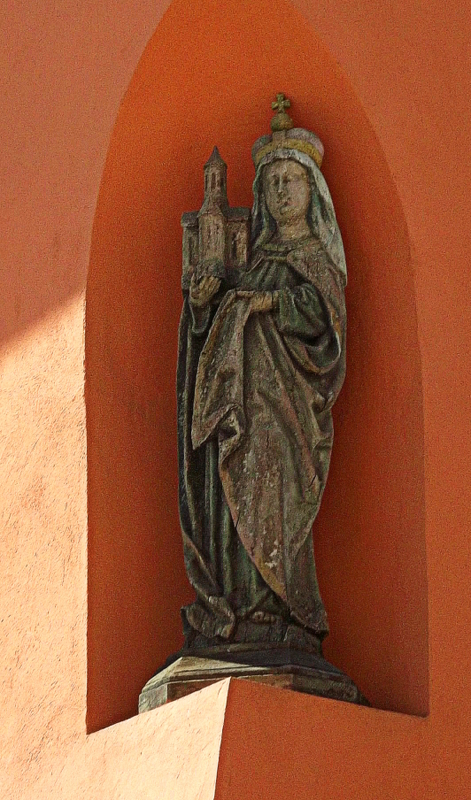
Statue in Chełmsko Śląskie (Schömberg)
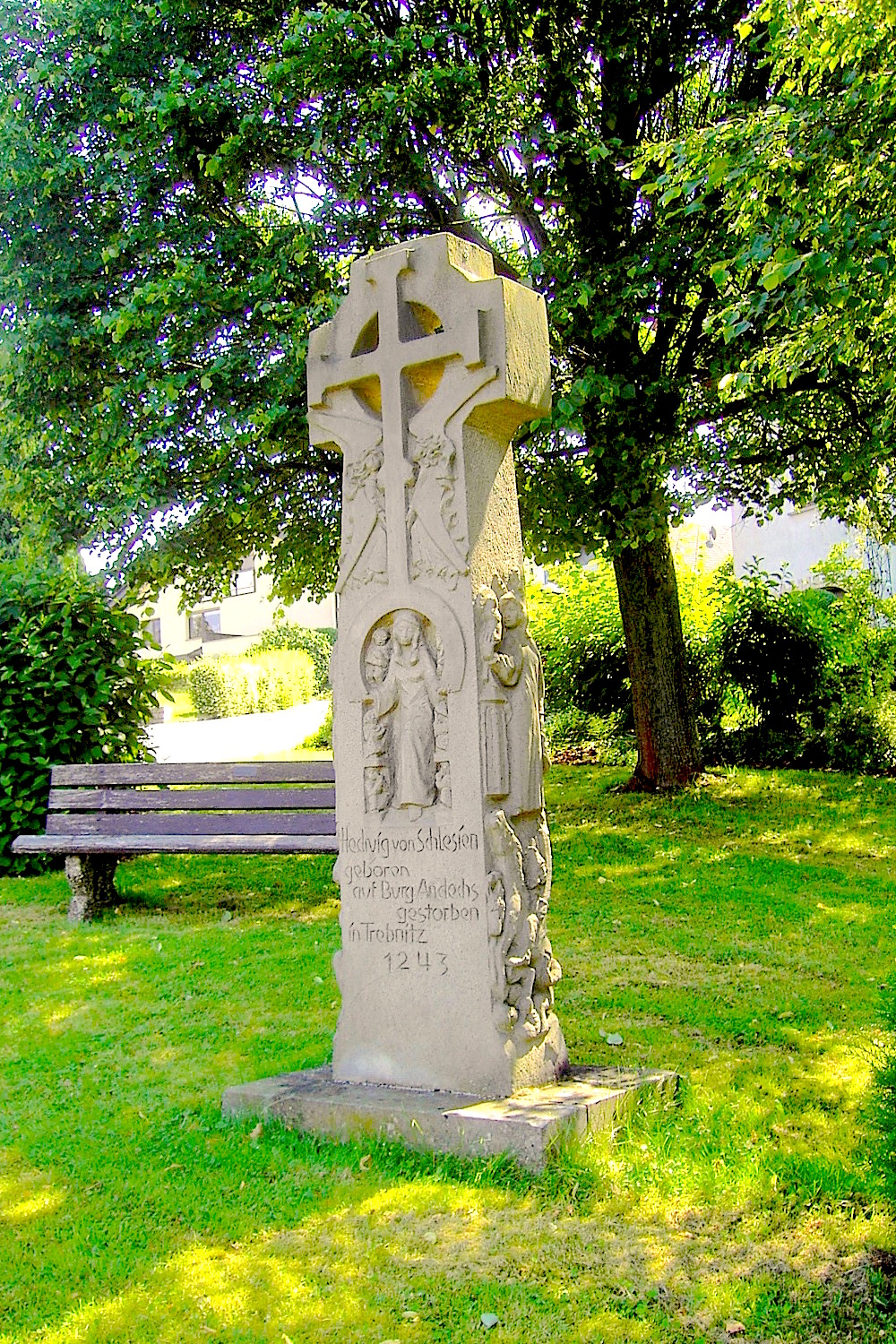
Bildstock der hl. Hedwig in Flieden